# For All We Know (Lied, 1970)
For All We Know ist ein Song aus dem Film Liebhaber und andere Fremde (1970). Die Musik wurde von Fred Karlin geschrieben, der Text stammt von Robb Royer und Jimmy Griffin. Das Lied wurde bei der Oscarverleihung 1971 als Bester Song ausgezeichnet. Im Film wird der Song von Larry Meredith gesungen. Eine bekannte und erfolgreiche Version stammt vom Popduo Carpenters.

## Ursprungsversion
Robb Royer und Jimmy Griffin, Gründungsmitglieder der Band Bread, schrieben den Text zum Song For All We Know unter den Pseudonymen „Robb Wilson“ (Royer) und „Arthur James“ (Griffin). Die Musik stammt von Fred Karlin. Im Film ist der Song während der Hochzeit zu hören. Der Gesang stammt von Larry Meredith, die Musik wird von der Band Country Coalition gespielt. Der zugehörige Soundtrack sowie die Single wurde von ABC Records veröffentlicht.
Bei der Oscarverleihung 1971 wurde For All We Know als Oscar/Bester Song ausgezeichnet. Zu diesem Zeitpunkt war die Carpenters-Version bereits erfolgreich in den Charts vertreten, doch da das Duo nie in einem Film vertreten war und damit gemäß den Oscar-Regeln nicht auftreten durfte, wurde der Song von Petula Clark gesungen.

## Carpenters-Version
Richard Carpenter hörte den Song im November 1970 im Kino, als er sich vor den bevorstehenden Auftritten im Vorprogramm einer Engelbert-Humperdinck-Revue entspannen wollte. Dabei stieß er auf den Song und ließ sich die Noten zuschicken. Zur Auswahl stand als weiterer Song auch (Where Do I Begin) Love Story aus dem Film Love Story, doch das Duo entschied sich dagegen, zwei bekannte Filmstücke aus dem gleichen Jahr zu vertonen.
Das Intro wurde von einer Oboe gespielt. Dies kam eher zufällig zustande, als Richard Carpenter José Feliciano traf und dieser ihn fragte, ob er nicht auf einem ihrer nächsten Alben spielen könne. Karen und Richard Carpenter luden ihn ein, das Intro zum Song war seine Idee. Er spielte es auf seiner Gitarre, doch sein damaliger Manager war erbost und verbot die Nutzung der Aufnahme. Daher wurde das Intro durch eine Oboe ersetzt. Karen Carpenter sang den Song, während Richard sie auf dem Klavier begleitete. Die restlichen Instrumente wurden von der berühmten Wrecking Crew eingespielt.
Die Version von den Carpenters wurde am 15. Januar 1971 als Single veröffentlicht. Die B-Seite wurde Don’t Be Afraid. Die Single erreichte Platz 3 der Billboard Hot 100.

### Besetzung
- Karen Carpenter – Gesang
- Richard Carpenter – Hintergrundgesang, Klavier, Hammondorgel, Wurlitzer Electric Piano, Orchestration
- Joe Osborn – Bass
- Hal Blaine – Hi-Hats, Bassdrum
- Earle Dumler – Oboe